# 孙俊哲
孙俊哲（1944年—），中国人民解放军将领、中国人民解放军中将。
1997年，接替沙显明，担任南京军区空军政治委员。2002年，由尹庆立接任。1999年，授中国人民解放军中将军衔。2008年，当选第十一届全国政协委员，代表特别邀请人士，分入第五十六组。